# Chiquihuitlán de Benito Juárez
Chiquihuitlán de Benito Juárez es una localidad situada en el municipio homónimo, en el estado de Oaxaca, México. Según el censo de 2020, tiene una población de 1462 habitantes.
Es la cabecera del municipio.

## Ubicación
Está ubicada al noroeste del estado de Oaxaca, a una distancia aproximada de 198 kilómetros de la capital del estado.
De acuerdo con el Censo General de Población y Vivienda 2020, efectuado por el Instituto Nacional de Estadística Geografía e Informática (INEGI), la población total de indígenas en la localidad asciende a 1406 personas. La lengua indígena es el mazateco. La población total de la localidad es de 1462 habitantes, de los cuales 643 son hombres y 819 son mujeres.
La principal actividad económica de la mayoría de los pobladores es la agricultura. Se siembra maíz, frijol, chile de árbol, calabaza, jitomate, achiote, ajonjolí, café y caña (se obtiene la panela, tepache y el aguardiente). Se realizan bolsas típicas de mecate y gabanes de pelusa de borrego.

## Historia
Su nombre desciende del náhuatl y significa “Lugar protegido por cestos”. La denominación es en honor al chiquihuite o cesto de carrizo que usaban los indígenas para protegerse de un ave de gran tamaño parecida al águila que, según se dice, poseía dos cabezas y atrapaba a la gente para llevársela y alimentar a sus polluelos en alguno de los cerros donde tenía su nido.
Cuentan que en ese entonces en el lugar denominado La Cruz o Terminal existía una laguna donde la gente se acercaba para abastecerse de agua y es ahí donde llegaba el animal para atrapar a sus presas, por lo que, en un intento desesperado para sobrevivir, los primeros habitantes de la localidad decidieron secar dicha laguna y así alejar de una vez al ave.
Es por ello que en la actualidad el municipio ha adoptado la imagen de una majestuosa águila de dos cabezas que entre sus garras lleva un chiquihuite de carrizo mientras vuela por el escarpado paisaje que caracteriza a la región.